# Кабот, Рикардо (хоккеист на траве, 1949)
Рикардо Кабот Дуран (исп. Ricardo Cabot Durán, кат. Ricard Cabot i Duran, 6 ноября 1949, Барселона, Испания) — испанский хоккеист (хоккей на траве), полевой игрок. Серебряный призёр летних Олимпийских игр 1980 года.

## Биография
Рикардо Кабот родился 6 ноября 1949 года в Барселоне.
Начинал играть в хоккей на траве за «Барселону», в 1965 году перешёл в барселонский «Поло». В его составе девять раз выигрывал чемпионат Каталонии (1972, 1974—1975, 1977—1979, 1981, 1983—1984), восемь раз — Кубок Короля (1970, 1974, 1976, 1979—1983), шесть раз — чемпионат Испании (1970, 1977—1978, 1980—1982). В 1979 году был финалистом Кубка европейских чемпионов.
В 1976 году вошёл в состав сборной Испании по хоккею на траве на летних Олимпийских играх в Монреале, занявшей 6-е место. Играл в поле, провёл 6 матчей, мячей не забивал.
В 1979 году в составе сборной Испании завоевал серебряную медаль хоккейного турнира Средиземноморских игр в Сплите.
В 1980 году вошёл в состав сборной Испании по хоккею на траве на летних Олимпийских играх в Москве и завоевал серебряную медаль. Играл в поле, провёл 6 матчей, забил 1 мяч в ворота сборной Индии.
В 1984 году вошёл в состав сборной Испании по хоккею на траве на летних Олимпийских играх в Лос-Анджелесе, занявшей 8-е место. Играл в поле, провёл 3 матча, мячей не забивал.
В том же году завершил игровую карьеру.

## Семья
Происходит из хоккейной семьи. Отец Рикардо Кабот (1917—2014) и младший брат Хавьер Кабот (род. 1953) также выступали за сборную Испании по хоккею на траве. Рикардо Кабот-старший в 1948 году участвовал в летних Олимпийских играх в Лондоне. Хавьер Кабот в 1980 году выиграл серебряную медаль на летних Олимпийских играх в Москве, в 1984 году участвовал в Олимпиаде в Лос-Анджелесе.